# Slag bij Cane Hill
De Slag bij Cane Hill  vond plaats op 28 november 1862 in Washington County, Arkansas tijdens de Amerikaanse Burgeroorlog. Noordelijke eenheden onder leiding van brigadegeneraal James G. Blunt dreven Zuidelijke eenheden van brigadegeneraal John S. Marmaduke terug naar de Boston Mountains in het noordwesten van Arkansas.
De slag bij Cane Hill maakt deel uit van de Zuidelijke poging om de Noordelijke eenheden te verdrijven naar Missouri en het verloren gegane terrein te heroveren na de Slag bij Pea Ridge toen de Noordelijken grote delen van noordelijk Arkansas hadden ingenomen. De Zuidelijke generaal Thomas C. Hindman verplaatste zijn 11.000 man sterk leger naar Fort Smith in Arkansas om vandaar uit de Boston Mountains over te steken in het uiterste puntje van noordwestelijk Arkansas. Daar stonden de 5.000 soldaten van James G. Blunt hem op te wachten. Hindman hoopte Blunt te verslaan voor er versterking kon aangevoerd worden. De Noordelijke versterkingen lagen 105 km verderop. Hindman stuurde de cavalerie onder John S. Marmaduke op pad om de vijand lang genoeg bezig te houden zodat hijzelf de bergen zonder problemen kon oversteken.
Blunt gooide roet in het eten van Hindman toen hij in Zuidelijke richting marcheerde nadat hij van de bewegingen van Marmaduke op de hoogte gebracht was. Marmaduke was echter niet voorbereid op Blunts onverwachte aanval. Blunt viel de onvoorbereide en veel zwakkere Marmaduke aan op 28 november. Hij trok zich haastig terug. Hij gaf het bevel aan kolonel Joseph O. Shelby om een achterhoedegevecht te leveren met Blunt zodat de meesten van Marmadukes cavalerie kon ontsnappen. Blunt achtervolgde 20 km lang de Zuidelijken tot ze de veiligheid van de bergen bereikt hadden. Hoewel de strijd en de achtervolging negen uren geduurd hadden, waren er weinig slachtoffers. De Noordelijken verloren 41 doden en gewonden. De Zuidelijken verloren er 45.
Deze kleine slag was de voorbode van de veel grotere Slag bij Prairie Grove in Arkansas negen dagen later. Blunts opmars had hem geïsoleerd van de ander Noordelijke troepen in Springfield, Missouri. Toen Hindman Blunt aanviel op 7 december slaagden de Zuidelijken er niet in om de Noordelijken te verjagen uit noordwestelijk Arkansas.

## Bron
- National Park Service - Cane Hill